# Sükösd
Sükösd es un pueblo ubicado en el distrito de Baja, en el condado de Bács-Kiskun, Hungría.

## Superficie
Posee una superficie de 94,18 kilómetros cuadrados.

## Demografía
Hasta 2019 la población era de 3434 habitantes, con una densidad de población de 36,46 habitantes por kilómetro cuadrado.